# STVM
STVM är en förkortning av Största Tillåtna Vikt per Meter - Metervikt, vilket anger den vikt i ton som ett tåg får belasta ett järnvägsspår per meter.
Ett besläktat mått är STAX, största tillåtna axelvikt.
STVM användes för att specificera en bana. STVM används främst för att specificera den hållfasthet som broar och banvall ska klara. Det är i första hand broar som styr vilken STVM som tillåts.
I Sverige är STVM normalt 6,4 ton. I Europa ofta 8 ton. På Malmbanan (i Sverige och Norge) 12 ton. En stor bro som är i dåligt skick kan dra ned STVM ganska mycket, och begränsa särskilt godstrafiken, till exempel Storstrømsbroen i Danmark som hade 3,6 ton år 2011 tills den blivit reparerad.